# Nicolas Laurent
Pour les articles homonymes, voir Nicolas et Laurent.
Nicolas Laurent est un auteur-compositeur-interprète, chanteur, danseur et pianiste français, né le 8 mai 1999 à Marseille.
Il interprète le rôle d'un jeune résistant normand de novembre 2016 à mars 2017, sur scène aux côtés de Barbara Pravi, dans le spectacle Un Été 44.
Participant des télé-crochets The Voice et N'oubliez pas les paroles !, Nicolas Laurent s'est également illustré en tant qu'auteur-compositeur-interprète en produisant deux albums studio.

## Biographie

### Formation musicale et débuts
Passionné de musique depuis l’enfance, Nicolas Laurent apprend à jouer du piano à partir de ses onze ans. C'est à cet âge qu'il décroche son premier rôle dans une comédie musicale régionale : À Marseille Un Soir, spectacle hommage aux opérettes marseillaises. Il participe ensuite également à un spectacle musical autour des chansons d’Édith Piaf.

### Un Été 44(2015-2017)
En 2015, à la suite d'une rencontre avec Erick Benzi, Nicolas Laurent est choisi pour interpréter Petit René, premier rôle masculin de la comédie musicale Un Été 44 produite par Valéry Zeitoun. Prenant des cours par correspondance avec le CNED pour achever sa terminale, il obtient un baccalauréat scientifique mention « Très Bien » en candidat libre, et passe également avec succès les examens d’entrée de Sciences Po Paris.

### Participation à des télé-crochets et albums
Devenu étudiant à l'Institut d'études politiques de Paris en 2018, il publie en septembre 2020 sur Youtube un single intitulé Broadway en parallèle de ses études. Il auto-produit ensuite son premier album, La Galerie Des Anonymes, grâce à un crowdfunding sur la plateforme KissKissBankBank.
En 2024, Nicolas Laurent participe à la treizième saison du télé-crochet The Voice : La Plus Belle Voix diffusé par TF1, ainsi qu'à l'émission N'oubliez pas les paroles ! sur France 2. Il publie en novembre 2024 un deuxième album intitulé Les Origines Du Mal, entièrement enregistré par le réalisateur artistique Dino Sirius.

## Engagement
Nicolas Laurent fonde en 2022 le label associatif Broadway Of Life, dédié à l'accès à la culture, et organise des animations en EHPAD ainsi que des ateliers artistiques dans des établissements scolaires.

## Discographie

### Singles
- 2020 : Broadway

- 2020 : Le chant des fleurs

- 2020 : Le chant des fleurs (acoustic version)

- 2021 : Generouseta

- 2021 : #JeSuisEnVie

- 2021 : #JeSuisEnVie (live version)

- 2022 : Voilà (reprise de Barbara Pravi)

- 2024 : Une mélodie

- 2024 : Mieux que moi

- 2024 : La flûte enchantée : L'air du roi de la nuit (Der Hölle Rache)

- 2024 : La vie devant soi

- 2024 : Pardon

- 2024 : L'important c'est la rose (reprise de Gilbert Bécaud)

- 2024 : Le soleil

- 2024 : Le blues du businessman (reprise de Claude Dubois)

- 2024 : La neige

### Participations
- 2016 : Chansons "Petit René" et "FFI" sur l'album d'Un Été 44[14]